# Autobahn

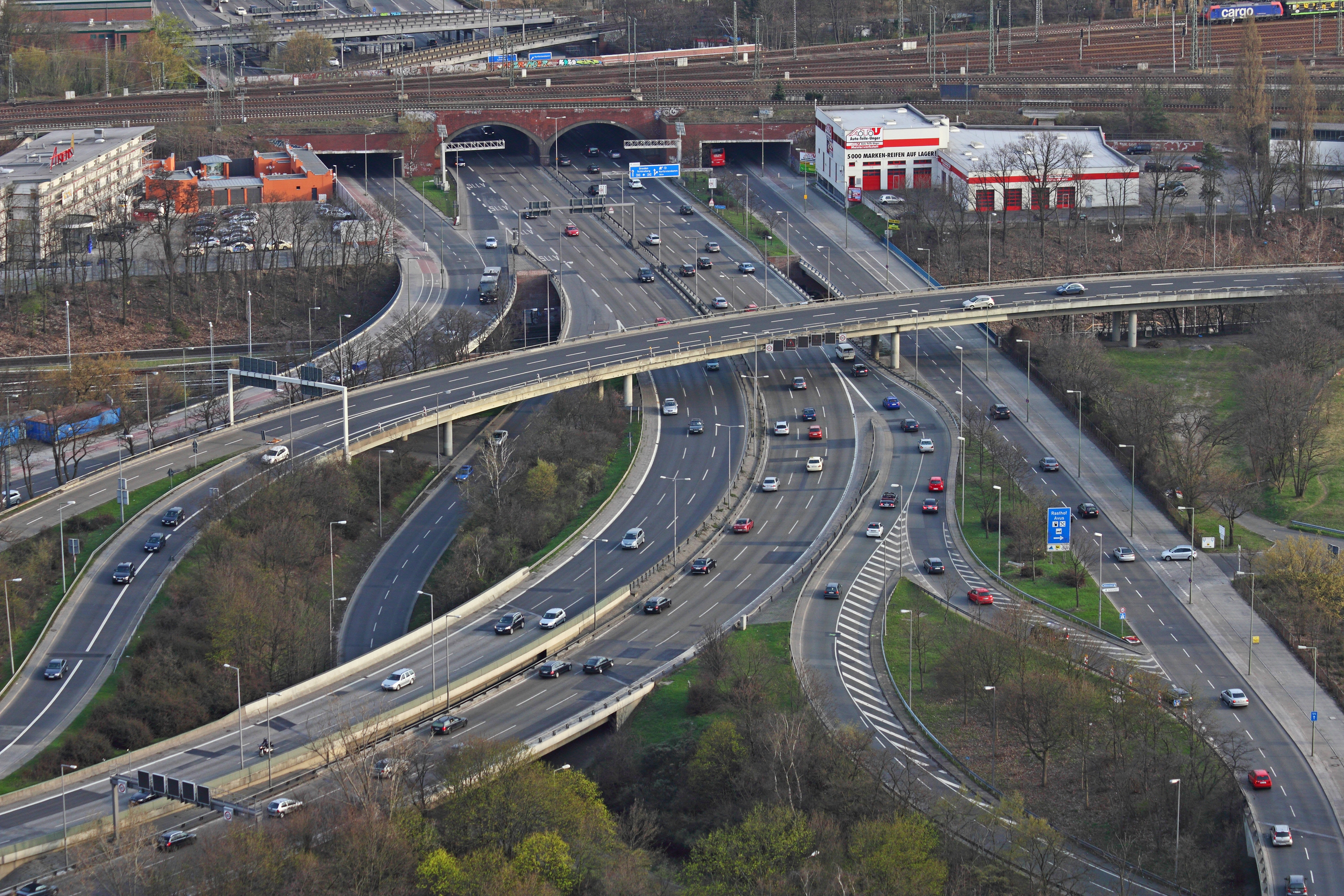
Autobahn với cầu nối và đường dẫn, đoạn gần tháp truyền hình Berlin

Autobahn là hệ thống đường cao tốc liên bang trên nước Đức, tên tiếng đức chính thức là Bundesautobahn dịch ra là đường cao tốc liên bang. Autobahn không có ngã tư chắn ngang, những đoạn chuyển hướng đều có cầu bắc ngang. Mỗi hướng chạy có ít nhất từ 2 đến 5 làn xe, cộng thêm 1 làn đậu khẩn cấp cho trường hợp xe bị hư. Giữa hai hướng chạy đều có giải phân cách tách ngang. Mỗi 2 km bên lề của làn đậu khẩn cấp đều có 1 cột điện thoại cấp cứu. Ngoài khu vực xung quanh thành phố, những đoạn Autobahn xuyên liên bang đều không bị hạn chế tốc độ. Đường cao tốc đầu tiên giữa Cologne và Bonn được khởi công từ 1929, hoàn thành vào 1932.
Autobahn không có giới hạn về tốc độ trừ những đoạn đô thị, đường dưới tiêu chuẩn, dễ xảy ra tai nạn hoặc đang sửa chữa. Trong trường hợp thời tiết xấu, giới hạn tốc độ cũng được áp dụng. Ở những đoạn không giới hạn tốc độ, tốc độ giới hạn tư vấn là 130 km/h (81 mph) được áp dụng. Các bang có quyền đặt tốc độ giới hạn cho bất cứ đoạn autobahn nào họ quản lý. Năm 2008, bang nhỏ nhất nước Đức Bremen, áp dụng mức tốc độ giới hạn 120 km/h (75 mph) trên 11 km cuối của đoạn không giới hạn trong hy vọng các bang khác áp dụng mức tốc độ giới hạn. Tuy nhiên, không thể. Trong năm 2008, ước tính 52% mạng lưới Autobahn chỉ có tốc độ tư vấn, 15 % có tốc độ giới hạn tạm thời vì thời tiết và điều kiện đường, 32% có tốc độ giới hạn vĩnh viễn.
Mạng lưới Autobahn của Đức có tổng chiều dài 12,845 kilometres (7,982 mi) năm 2012,[6] là một trong những mạng lưới dài và dày đặc nhất thế giới. Hê thống dài hơn có thể thấy ở Trung Quốc(97,355 km), Mỹ (75,932 km) Canada (38,000 km) và Tây Ban Nha (16,204 km).